# أندرو ووكر (لاعب كرة قدم أسترالية)
أندرو ووكر (بالإنجليزية: Andrew Walker)‏ هو لاعب كرة قدم أسترالية أسترالي، ولد في 18 مايو 1986 في إتشوكا في أستراليا.

## وصلات خارجية
- أندرو ووكر على موقع AustralianFootball.com (الإنجليزية)
- أندرو ووكر على موقع AFLtables.com (الإنجليزية)